# تهی‌شاخه
تهی‌شاخه (نام علمی: Caviramus schesaplenensis) نام یک گونه از راسته خزندگان بال‌دار است.